# Günther Heyenn
Günther Heyenn (* 13. August 1936 in Hamburg; † 13. Januar 2009 ebenda) war ein deutscher Politiker der SPD.

## Leben
Nach der Mittleren Reife absolvierte Heyenn von 1953 bis 1957 eine Ausbildung für den gehobenen Dienst bei einem Rentenversicherungsträger, der Landesversicherungsanstalt Hamburg, und war dort auch bis 1976, zuletzt als Amtsrat, tätig. Günther Heyenn war verheiratet und hatte drei Kinder. Er wurde mit dem Verdienstkreuz 1. Klasse des Verdienstordens der Bundesrepublik Deutschland ausgezeichnet. Seine Witwe ist die Politikerin Dora Heyenn, die von 2008 bis März 2015 Vorsitzende der Linksfraktion in der Hamburgischen Bürgerschaft war.
Günther Heyenn fand seine letzte Ruhe auf dem Friedhof Tonndorf.

## Politik
Von 1957 an war Heyenn Mitglied der SPD. 1971 bis 1976 gehörte Heyenn dem Landtag von Schleswig-Holstein an. Von 1976 bis 1994 war er Mitglied des Deutschen Bundestages und von 1990 bis 1994 Vorsitzender des Bundestagsausschusses für Arbeit und Sozialordnung.
Heyenn vertrat nach der Bundestagswahl 1980 als direkt gewählter Abgeordneter den Wahlkreis Segeberg – Stormarn-Nord und zog sonst stets über die Landesliste Schleswig-Holstein in den Deutschen Bundestag ein.
Sein Depositum wird vom Archiv der sozialen Demokratie der Friedrich-Ebert-Stiftung in Bonn aufbewahrt.